# Listă de pseudonime
Lista cuprinde pseudonimele unor personalități marcante.

## Arte vizuale
- W. Andresen (Christian Wilhelm Allers)
- Balthus (Balthazar Klossowski de Rola)
- Banksy (necunoscut)
- Bramantino (Bartolomeo Suardi)
- Canaletto (Giovanni Antonio Canale)
- Caravaggio (Michelangelo Merisi)
- Cigoli (Lodovico Cardi)
- Erté (Romain de Tirtoff)
- Le Corbusier (Charles Edouard Jeanneret)
- Dosso Dossi (Giovanni di Niccolò de Luteri)
- El Greco (Dominikos Theotokópulos)
- Il Garofalo (Benvenuto Tisi)
- Giorgione (Giorgio Barbarelli da Castelfranco)
- Giottino (Maso di Stefano)
- Giovanni Barbbaro (Arthur Dudley)
- Il Sodoma (Giovanni Antonio Bazzi)
- Lo Spagna (Giovanni di Pietro)
- A. M. Cassandre (Adolphe Jean-Marie Mouron)
- Man Ray (Emmanuel Radnitzky)
- Masaccio (Tommaso Cassaisau, în unele cazuri Tommaso di Ser Giovanni di Mone)
- ουτις / OYTIΣ / Utisz (István Orosz)
- Parmigianino (Girolamo Francesco Maria Mazzola)
- Phelgo (necunoscut)
- Picasso (Pablo Diego José Francisco de Paula Juan Nepomuceno María de los Remedios Cipriano de la Santísima Trinidad Ruiz y Picasso)
- Pisanello (Antonio di Puccio Pisano / Antonio di Puccio da Cereto)
- Il Pordenone (Giovanni Antonio de' Sacchis / Giovanni Antonio Licinio în conformitate cu Vasari)
- Tintoretto (Jacopo Robusti)
- Tom of Finland (Touko Laaksonen)
- Vecchietta (Francesco di Giorgio e di Lorenzo)

## Scriitori
- A. A. Fair (Erle Stanley Gardner, prozator)
- Abhishek Kumar Yadav (Annu)
- Abigail Van Buren (Pauline Esther Friedman Phillips)
- Abram Tertz (Andrei Sinyavsky)
- Acton Bell (Anne Brontë)
- Æ (George William Russell)
- Alan Gould (Victor Canning)
- Alan Smithee (nume folosit în fime americane director în conformitate cu anumite circumstanțe)
- Alberto Moravia (Alberto Pincherle)
- Alexander Kent (Douglas Reeman) (Richard Bolitho prozator)
- Amanda Quick (Jayne Ann Krentz)
- Andrej Zivor (Andrej Tisma)
- Ann Landers (Esther "Eppie" Pauline Friedman Lederer)
- Alcofribas Nasier (François Rabelais)
- Alexander Barks (Charlie Christensen)
- Anatole France (Jacques Anatole François Thibault)
- Andrew MacDonald (William Luther Pierce)
- Anne Rice (Howard Allen O'Brien)
- Anne Knish (Arthur Davison Ficke)
- Arkon Daraul (likely Idries Shah)
- Ashida Kim (Radford William Davis)
- Ayn Rand (Alisa Zinovievna Rosenbaum)
- Azorín (José Martínez Ruiz)
- Banaphool (Balāi Chānd Mukhopādhyāy)
- Barbara Michaels (Barbara Mertz)
- Blaise Cendrars (Frédéric Louis Sauser)
- Bob Hart or Clem Watts (Al Trace)
- Boris Akunin (Grigori Șalvovici Șhartișvili)
- Boz (Charles Dickens)
- Boz (Raymond "Boz" Burrell)
- Branislav Nušić (Ben Akiba)
- Bruno Traven
- Brynjolf Bjarme (Henrik Ibsen)
- Carter Dickson (also Carr Dickson: John Dickson Carr)
- Chad von Tyler (Angelito H. Legaspi Jr.)
- Cherry Wilder (Cherry Barbara Grimm)
- Cherubina de Gabriak (Elisaveta Ivanovna Dmitrieva)
- Christopher Hunter (Radford William Davis)
- Clem Watts ([Albert J. Trace)
- Cordwainer Smith (Paul Myron Anthony Linebarger)
- Currer Bell (Charlotte Brontë)
- Curzio Malaparte (Kurt Erich Suckert)
- Dan Crow (Ernest Aris)
- Daniel Defoe (Daniel Foe)
- Daniil Kharms, Daniil Harms (Daniil Ivanovici Iuvaciov)
- Danuta de Rhodes (Dan Rhodes)
- David Axton (Dean Koontz)
- David Agnew (Doctor Who producers and script editors)
- David Michaels (Raymond Benson)
- Dazai Osamu (Shuji Tsushima)
- Dear Abby (Pauline Esther Friedman Phillips)
- Diablo Cody (Brook Busey) (screen writer)
- Diedrich Knickerbocker (Washington Irving)
- Douglas Spaulding (Ray Bradbury)
- Doctor A (Isaac Asimov)
- Dr. Seuss (Theodor Seuss Geisel)
- Ed McBain (Evan Hunter, născut ca Salvatore A. Lombino)
- Edith Van Dyne (L. Frank Baum)
- Edogawa Rampo (Hirai Tarō)
- Edward Pygge (Ian Hamilton, Clive James, Russell Davies)
- Edwin Caskoden (Charles Major)
- Elia (Charles Lamb)
- Elizabeth Peters (Barbara Mertz)
- Ellis Bell (Emily Brontë)
- Ellis Peters (Edith Pargeter)
- Elsa Triolet (Elsa Kagan)
- Elsie J. Oxenham (Elsie Jeanette Dunkerley)
- Emanuel Morgan (Witter Bynner)
- Erich Maria Remarque (Erich Paul Remark)
- Erin Hunter (Kate Cary, Cherith Baldry, Tui Sutherland, and Victoria Holmes)
- Euphrosyne (Julia Nyberg)
- Fergie (Stacy Ferguson)
- Flann O'Brien (Brian O'Nolan)
- Francis Bennett (Edwin Keppel Bennett)
- Françoise Sagan (Françoise Quoirez)
- Gala Galaction (Grigore Pișculescu)
- Gerald Wiley (Ronnie Barker)
- Geoffrey Crayon (Washington Irving)
- George Eliot (Mary Ann Evans)
- George Orwell (Eric Arthur Blair)
- George Sand (Amandine Dupin)
- Georges Courteline (Georges Victor Marcel Moinaux
- Grace Greenwood (Sara Jane Lippincott)
- Guillaume Apollinaire (Wilhelm Albert Vladimir Apollinaris de Kostrowitzky)
- Guillaume Maguire (John Spencer)
- Guy d'Obonner (Marion D. Farell)
- H.N. Turtletaub (Harry Turtledove)
- Hard Pan (Geraldine Bonner)
- Harold Robbins (Harold Rubin)
- Havank (Hans van der Kallen)
- Hergé (Georges Remi)
- Hugh Conway (Frederick John Fargus)
- Ilya Ilf (Ilia Arnoldovici Fainzilberg/Feinsilber)
- Irwin Shaw (Irwin Shamforoff)
- Isak Dinesen (Karen Blixen)
- Italo Svevo (Ettore Schmitz)
- J.D. Robb (Nora Roberts)
- James Dillinger (James Robert Baker)
- James Tiptree, Jr (Alice Sheldon)
- Jay Livingston (Jacob Harold Levison)
- Jean Paul (Johann Paul Friedrich Richter)
- Jean Plaidy (Eleanor Hibbert)
- Jean Ray (Raymundus Joannes de Kremer / Raymond Marie De Kremer)
- Johann Joachim Sautscheck (Roman Turovsky-Savchuk)
- John Beynon (John Wyndham Parkes Lucas Beynon Harris)
- John Christopher (Samuel Youd)
- John Flanders (Raymundus Joannes de Kremer / Raymond Marie De Kremer]
- John le Carré (David John Moore Cornwell)
- John Wyndham (John Wyndham Parkes Lucas Beynon Harris)
- Jonathan Oldstyle (Washington Irving)
- Joseph Conrad (Józef Teodor Nałęcz Konrad Korzeniowski)
- Julia Quinn (Julia Pottinger)
- Korney Chukovsky (Nikolai Vasilievici Korneiciukov)
- Keno (Eric Killinger)
- Lemony Snicket (Daniel Handler)
- Lewis Allan (Abel Meeropol)
- Lewis Carroll (Charles Lutwidge Dodgson)
- Lorenzo da Ponte (Emmanuele Conegliano )
- Louis-Ferdinand Céline (Louis-Ferdinand Destouches)
- Lu Lung (Alicia Garcia)
- M. Barnard Eldershaw (Marjorie Barnard and Flora Eldershaw)
- Maarten Maartens (Jozua Marius Willem van der Poorten Schwartz)
- Maironis (Jonas Mačiulis)
- Man Without a Spleen (Anton Chekhov)
- Manuel Garcia-Carpintero  (Cameron Schwartz)
- Mark Brandis (Nikolai von Michalewsky)
- Mark Twain (Samuel Langhorne Clemens)
- Martin Roberts (Ralph de Vore)
- Mary Westmacott (Agatha Christie)
- Michael Arlen (Dikran Kuyumjian)
- Michael Serafian (Malachi Martin)
- Michael Innes (J. I. M. Stewart)
- Molière (Jean-Baptiste Poquelin)
- Multatuli (Eduard Douwes Dekker)
- Murray Leinster (Will F. Jenkins)
- Nancy Boyd (Edna St. Vincent Millay)
- Natsume Sōseki (Natsume Kinnosuke)
- Nicci French (Nicci Gerrard and Sean French)
- Nisa (Nicola Salerno), Italian lyricist
- Nicolas Bourbaki (a group of 20th-century mathematicians)
- Novalis (Friedrich Leopold)
- O. Henry (William Sydney Porter)
- Ogdred Weary (Edward Gorey)
- Onceler Lorax (Zachary Bass)
- Onoto Watanna (Winnifred Eaton)
- Pablo Neruda (Neftali Ricardo Reyes Basoalto)
- Paul Annixter (Howard Allison Sturtzel)
- Paul Celan (Paul Antschel/Ancel)
- Paul French Isaac Asimov
- Jean Ray (Jean Raymond Marie de Kremer)
- Pauline Réage (Anne Desclos)
- Peter Gast (Heinrich Köselitz)
- Pierre Loti (Louis Marie Julien Viaud)
- Piers Anthony (Piers Anthony Dillingham Jacob)
- Phillip Guston (Phillip Goldstein)
- Publius (Alexander Hamilton, James Madison and John Jay, când scrie Federalist Papers)
- Q (Arthur Quiller-Couch)
- Rafael Lefort, anagram of "a real effort", Idries Shah
- Richard Bachman (Stephen King)
- Richard Leander (Richard von Volkmann)
- Richard Stark (Donald E. Westlake)
- Robert Jordan (James Oliver Rigney, Jr.)
- Robert Markham (Kingsley Amis)
- Robin A Hood  (Ernest Aris)
- Roger Fairbairn (John Dickson Carr)
- Romain Gary (Romain Kacew)
- Rosemary Edghill (eluki bes shahar)
- Saint-John Perse (Alexis Saint-Léger Léger)
- Saki (Hector Hugh Munro)
- Salomėja Nėris (Salomėja Bučinskaitė-Bučienė)
- Sannois (Camille Saint-Saëns)
- Sapper (H. C. McNeile)
- Silence Dogood (Benjamin Franklin)
- Sister Nivedita (Margaret Elizabeth Noble)
- Stash Cairo (Craig Hamilton)
- Stan Lee (Stanley Martin Lieber)
- Stefan Brockhoff (Dieter Cunz, Richard Plant, Oskar Seidlin)
- Steele Rudd (Arthur Hoey Davis)
- Stein Riverton (Sven Elvestad, născut ca Kristoffer Elvestad Svendsen)
- Student (William Sealey Gosset, descoperitorul Student's t-distribution in statistics)
- Sui Sin Far (Edith Maude Eaton)
- Ted L. Nancy (în prezent necunoscut, eventual Jerry Seinfeld. Autorul "Letters from a Nut.")
- The Fredman (Karl Mikael Bellman)
- Thoinot Arbeau (Jehan Tabourot)
- Tite Kubo (Noriaki Kubo)
- TM Maple (Jim Burke)
- Toni Morrison (Chloe Anthony Wofford)
- Trevanian (Rodney William Whitaker)
- Tristan Tzara (Sami Rosenstock)
- Tudor Arghezi (Ion D. Theodorescu)
- Uanhenga Xitu (Agostinho André Mendes de Carvalho)
- Umberto Saba (Umberto Poli)
- Vazha-Pshavela (Luka Razikașvili)
- Vera Haij (Tove Jansson)
- Vercors (Jean Bruller)
- Vernon Sullivan (Boris Vian)
- Voltaire (François-Marie Arouet)
- Walter (Henry Spencer Ashbee)
- Willibald Alexis (Georg Wilhelm Heinrich Haring)
- Woody Allen (Allen Stewart Königsberg)
- Evgheni Petrov (scriitor) (Evgheni Petrovici Kataiev)
- Yukio Mishima (Kimitake Hiraoka)

## Militari
- Borelowski (Michał Grażyński)
- Bór ("Forest" - Tadeusz Komorowski)
- Carcassonne (name of a city) - Marc Bloch
- Dassault ("For assault" - Darius Paul Bloch)
- Grabica (nume de munte - Stefan Rowecki)
- Grot ("Spearhead" - Stefan Rowecki)
- Grzegorz ("Gregory", un nume - Tadeusz Pełczyński)
- Hubal (Henryk Dobrzański)
- Jean Jérome - Michel Feintuch
- Kalina ("Cranberry" - Stefan Rowecki)
- Korczak (prenume sau denumirea camarazilor de arme - Tadeusz Komorowski)
- J. Krzemień (Florian Marciniak)
- Lawina ("Avalanche" - Tadeusz Komorowski)
- Leclerc - Philippe François Marie, comte de Hauteclocque, mai târziu numele său legal.
- Monter ("Assembler" - Antoni Chruściel)
- M'zée Fula-Ngenge (André A. Jackson)
- Niedźwiadek ("Bear cub" - Leopold Okulicki)
- Nil ("Nile River " - August Emil Fieldorf)
- Orsza (Stanisław Broniewski)
- Ponury ("Gloomy" - Jan Piwnik)
- Radosław (un nume - Jan Mazurkiewicz)
- Rakoń (nume de munte - Stefan Rowecki)
- (Richard de Clare, 2nd Earl of Pembroke)
- Baronul roșu (Manfred von Richthofen)
- Taras Chuprynka (Roman Shukhevych)
- Tito (Josip Broz)
- Wilk ("Wolf" - Aleksander Krzyżanowski)
- Znicz ("Candle" - Tadeusz Komorowski)
- Zośka (Tadeusz Zawadzki)

## Politicieni
- Abel Djassi (Amílcar Cabral)
- Amor De Cosmos (William (Bill) Alexander Smith )
- Anacharsis Cloots (Jean-Baptiste du Val-de-Grâce, baron de Cloots)
- An Craoibhín Aoibhinn (Douglas Hyde)
- Anthony Garotinho (Anthony William Matheus de Oliveira)
- Bob Denard (Gilbert Bourgeaud)
- Che Guevara (Ernesto Rafael Guevara de la Serna)
- Comandante Gonzalo (Abimael Guzmán)
- Frank Talk (Stephen Bantu Biko)
- Germain (Ernest Mandel)
- Gheorghe Gheorghiu-Dej [Gheorghe Gheorghiu)
- Gracchus Babeuf (François-Noël Babeuf)
- Grigori Zinoviev (Ovsel Gerșon Aronov Radomîlski)
- Gus Hall (Arvo Kusta Halberg)
- Ho Chi Minh, Ho Și Min (Nguyễn Sinh Cung)
- Houari Boumedienne (Mohamed Ben Brahim Boukharouba)
- H. Rap Brown (Hubert Gerold Brown)
- Iñaki de Rentería (Ignacio Gracia Arregui)
- Iosif Vissarionovici Stalin (Ioseb Bessarionis dze Djugashvili)
- Iosip Broz Tito (Josip Broz)
- János Kádár (János Csermanek)
- Joseph Estrada (Joseph Marcelo Ejército)
- J. Posadas (Homero Cristali)
- J. R. Johnson (Cyril Lionel Robert James)
- Kay Rala Xanana Gusmão (José Alexandre Gusmão)
- Kim Ir-sen, Kim Il-sung (Kim Song Ju)
- Kwame Ture (Stokely Carmichael)
- La Pasionaria (Dolores Ibárruri)
- Léon José de Ramírez Reina (Léon Degrelle)
- Lev Davidovici Troțki, Leon Trotsky (Lev Davidovici Bronstein)
- Lev Kamenev (Lev Borisovici Rosenfeld)
- Lula (Luiz Ignácio da Silva)
- Martin Thembisile Hani (Chris Hani)
- Michel Pablo (Michel Raptis)
- Mobutu Sese Seko Kuku Ngbendu wa za Banga (Joseph-Désiré Mobutu)
- Mother Jones (Mary Harris Jones)
- Nahuel Moreno (Hugo Bressano)
- Pol Pot (Saloth Sar)
- Prachanda (Pushpa Kamal Dahal)
- Ronwaldo Reyes (Fernando Poe, Jr.)
- Saïd Moustapha Mahdjoub (Gilbert Bourgeaud)
- Sara Jane Olson (Kathleen Soliah)
- Tariq Aziz (Michael Yuhanna)
- Ted Grant (Isaac Blank)
- Tetsuzo Fuwa (Kenjiro Ueda; numit după Nikolai I. Buharin)
- Tony Cliff (Ygael Gluckstein)
- Tristán Marof (Gustavo Navarro)
- Viaceslav Molotov (Viacheslav Mihailovici Skriabin)
- Vladimir Ilici Lenin (Vladimir Ilici Ulianov)
- William Rabbit (Katay Don Sasorith)
- Willy Brandt (Herbert Ernst Karl Frahm)
- X (George F. Kennan)

## Actori
- Alan Alda (Alphonso Joseph D'Abruzzo)
- Robert Alda (Alfonso D'Abruzzo)
- Anouk Aimée (Françoise Sorya Dreyfus)
- Jane Alexander (Jane Quigley)
- Jason Alexander (Jason Scott Greenspan)
- Peter Alexander (actor austriac) (Peter Alexander Ferdinand Maximilian Neumayer)
- Woody Allen (Allen Stewart Königsberg)
- Helga Anders (Helga Scherz)
- Eddi Arent (Gebhardt Georg Arendt)
- Fred Astaire (Frederick Austerlitz)
- Charles Aznavour (Șahnur Vaghenag Aznavurian)
- Lauren Bacall (Betty Joan Perske)
- Josephine Baker (Freda Josephine McDonald)
- Ann Bancroft (Anna Maria Louise Italiano)
- Lex Barker (Alexander Crichlow Barker Jr.)
- Helmut Berger (Helmut Steinberger)
- Milton Berle (Mendel Berlinger)
- Sarah Bernhardt (Marie Henriette Rosine Bernardt)
- Roy Black (Gerhard Höllerich)
- Ernest Borgnine (Ermes Effron Borgnino)
- Bourvil (André Robert Raimbourg)
- Stephen Boyd (William Millar)
- Klaus Maria Brandauer (Klaus Georg Steng)
- Pierre Brasseur (Pierre-Albert Espinasse)
- Pierre Brice (Pierre Louis le Bris)
- Beau Bridges (Lloyd Vernet Bridges III)
- James Brolin (James Bruderlin)
- Charles Bronson (Charles Dennis Buchinsky)
- Mel Brooks (Melvin Kaminski)
- Yul Brynner (Taidje Khan)
- George Burns (Nathan Birnbaum)
- Ellen Burstyn (Edna Rae Gillooly)
- Richard Burton (Richard Walter Jenkins Jr.)
- Red Buttons (Aaron Chwatt)
- Bruce Cabot (Etienne Pelissier Jacques de Bujac)
- Nicolas Cage (Nicholas Kim Coppola)
- Dean Cain (Dean George Tanaka)
- Michael Caine (Maurice Joseph Micklewhite)
- Jackie Chan (Chan Kwong-sung)
- Chico (Leonard Marx)
- Lee van Cleef (Clarence LeRoy van Cleef Jr.)
- Hans Clarin (Hans-Joachim Schmid)
- Claudette Colbert (Emilie Claudette Chauchoin)
- Eddie Constantine (Edward Constantinowsky)
- Gary Cooper (Frank James Cooper)
- Joan Crawford (Lucille Fay LeSueur)
- Mircea Crișan (Mauriciu Kraus)
- Bing Crosby (Harry Lillis Crosby)
- Toni Curtis (Bernard Schwartz)
- Marcel Dalio (Israel Moshe Blauschild)
- Mireille Darc (Mireille Aigroz)
- Doris Day (Doris Mary Ann Kappelhoff)
- Catherine Deneuve (Catherine Dorléac)
- Bo Derek (Mary Cathleen Collins)
- Ivan Desny (Ivan Nikolai Desnitzky)
- Danny DeVito (Daniel Michaeli)
- Patrick Dewaere, Patrick Maurin (Patrick Jean-Marie Henri Bourdeau)
- Marlene Dietrich (Maria Magdalene Dietrich)
- Karin Dor (Kätherose Derr)
- Kirk Douglas (Issur Danilovitch Demsky)
- Michael Douglas (Michael Demsky)
- Douglas Fairbanks Sr. (Douglas Elton Thomas Ullman)
- Fernandel (Fernand Joseph Désiré Contandin)
- Willi Forst (Wilhelm Frohs)
- John Forsythe (John Lincoln Freund)
- Jodie Foster (Alicia Christian Foster)
- Louis de Funès (Louis Germain David de Funès de Galarza)
- Jean Gabin (Jean-Alexis Moncorgé)
- John Garfield (Jacob Julius Garfinkle)
- Judy Garland (Frances Ethel Gumm)
- James Garner (James Scott Baumgartner)
- Götz George (Götz Schulz)
- Heinrich George (Georg Schulz)
- Whoopi Goldberg (Caryn Elaine Johnson)
- Eliott Gould (Elliott Goldstein)
- Cary Grant (Archibald Alexander Leach)
- Lorne Greene (Lyon Hyman (Chaim) Green)
- Groucho (Julius Henry Marx)
- Gummo (Milton Marx)
- Johnny Hallyday (Jean-Philippe Smet)
- Oliver Hardy (Norvell Hardy)
- Jean Harlow (Harlean Harlow Carpenter)
- Harpo (Adolph/Arthur Marx)
- Susan Hayward (Edythe Marrenner)
- Barbara Hershey (Barbara Herzstein)
- Terence Hill (Mario Girotti)
- Bob Hope (Leslie Townes Hope)
- Adrian Hoven (Wilhelm Arpad Hofkirchner)
- Leslie Howard (Leslie Howard Steiner)
- Betty Hutton (Elizabeth June Thornburg)
- Louis Jourdan (Louis Gendre)
- Ben Kingsley (Krishna Bhanji)
- Klaus Kinski (Nikolaus Karl Günther Nakszyński)
- Boris Karloff (William Henry Pratt)
- Fritz Kortner (Fritz Nathan Kohn)
- Viktor de Kowa (Victor Paul Karl Kowalczyk)
- Hedy Lamarr (Hedwig Eva Maria Kiesler)
- Dorothy Lamour (Mary Leta Dorothy Slaton)
- Michael Landon (Eugene Maurice Orowitz)
- Stan Laurel (Arthur Stanley Jefferson)
- Jerry Lewis (Joseph Levitch)
- Theo Lingen (Franz Theodor Schmitz)
- Sophia Loren (Sofia Villani Scicolone)
- Peter Lorre (László Löwenstein)
- Béla Lugosi (Béla Ferenc Dezső Blaskó)
- Andie MacDowell (Rosalie Anderson MacDowell)
- Shirley MacLaine (Shirley MacLean Beaty)
- Karl Malden (Milan Sekulović)
- Jayne Mansfield (Vera Jayne Palmer)
- Jean Marais (Jean-Alfred Villain-Marais)
- Sophie Marceau (Sophie Danièle Sylvie Maupu)
- Fredric March (Frederick Ernest McIntyre Bickel)
- Dean Martin (Dino Paul Crocetti)
- Elsa Martinelli (Elsa Tia)
- Walter Mathau (Walter John Matthow)
- Malcolm McDowell (Malcolm John Taylor)
- Michael Mendl (Michael Sandrock)
- Marilynn Monroe (Norma Jeane Mortenson, Norma Jeane Baker)
- Sky du Mont (Caetano Neven DuMont)
- Yves Montand (Ivo Livi)
- Demi Moore (Demetria Gene Guynes)
- Michèle Morgan (Simone Renée Roussel)
- Hans Moser (actor) (Johann Julier)
- Mr. T (Lawrence Tureaud)
- Fritz Muliar (Friedrich Ludwig Stand)
- Friedrich Murnau (Friedrich Wilhelm Plumpe)
- Pola Negri (Barbara Apolonia Chalupiec)
- Franco Nero (Francesco Sparanero)
- Jack Pallance (Volodymyr Ivanovich Palahniuk/Palagnyuk)
- Natalie Portman (Natalie Hershlag/Hertzschlag)
- Stefanie Powers (Stefania Zofia Federkiewicz)
- Victoria Principal (Concettina Ree Principale)
- Anthony Quinn (Antonio Rodolfo Quinn Oaxaca)
- Edward G. Robinson (Emanuel Goldenberg)
- Meg Ryan (Margaret Hyra)
- Winona Ryder (Winona Laura Horowitz)
- Romy Schneider (Rosemarie Magdalena Albach)
- Peter Sellers (Richard Henry Sellers)
- Simone Signoret (Simone Henriette Charlotte Kaminker)
- Elke Sommer (Elke Schletz)
- Bud Spencer (Carlo Pedersoli)
- James Stewart (James Maintland)
- Jill St. John (Jill Arlyn Oppenheim)
- Robert Taylor (Spangler Arlington Brugh)
- David Thewlis (David Wheeler)
- Rudolph Valentino (Rodolpho di Valentina d'Antonguolla)
- Sylvie Vartan (Vartanian)
- Lino Ventura (Angiolino Giuseppe Pasquale Ventura = Angelo Borrini)
- John Wayne Marion (Robert Mitchell Morrison)
- Sigourney Weaver (Susan Alexandra Weaver)
- Raquel Welch (Jo Raquel Tejada)
- Oskar Werner (Oskar Josef Bschließmayer)
- Laura Wilde (Laura Milde)
- Judy Winter (Beate Richard)
- Shelly Winters (Shirley Schrift)
- Zeppo (Herbert Marx)

## Religie
- Acharya S (D. Murdock)
- Allan Kardec (Hippolyte Léon Denizard Rivail )
- Buddha (Siddhartha Gautama)
- Bhakti Vaibhava Puri Maharaj (Nrsimha Chakravarti)
- John Woodmorappe (necunoscut)
- Lord Mahavira (Vardhamana)
- Mata Amritanandamayi (Sudhamani)
- Mother Teresa (Agnes Gonxha Bojaxhiu)
- Moses David David Berg
- His Divine Grace Abhay Charana-Aravinda Bhaktivedanta Swami Prabhupada, (Grația Divină) (Abhay Charan De)
- Osho (Rajneesh Chandra Mohan)
- Sathya Sai Baba  (Sathya Narayana Raju)
- Swami Vivekananda (Narendranath Dutta)
- Yusuf Islam (Stephen Demetre Georgiou, cunoscut anterior ca Cat Stevens)

## Sport
- Abédi Pelé (Abédi Ayew)
- Action Jackson (André Action Diakité Jackson)
- Akebono Taro (Chad Haaheo Rowan)
- Al "Bummy" Davis (Abraham Davidoff)
- Bebeto (José Roberto Gama de Oliveira)
- Cafu (Marcos Evangelista de Moraes)
- Careca (Antonio de Oliveira Filho)
- Cristiano Ronaldo  (Cristiano Ronaldo dos Santos Aveiro)
- Deco (Anderson Luiz de Sousa)
- Dick Tiger (Richard Ihetu)
- Dida (Nélson de Jesus Silva)
- Drift Samurai (Takahiro Imamura)
- Eduardo Golding (David Edward Michael Gordon Copleston)
- Garrincha (Manuel Francisco dos Santos)
- El Inglés (Harry Evans) - Bullfighter
- Garry Kasparov (Gari Weinstein)
- Raymond Kopa (Raymond Kopaszewski)
- He hate me (Rod Smart)
- Henri Cornet (Henri Jaudry)
- Henry Arundel (Henry Fitzalan-Howard)
- Jim McKay (James Kenneth McManus)
- Joe Louis (Joseph Louis Barrow)
- John Winter (Louis Krages)
- Johnny Dumfries (John Crichton-Stuart)
- Kaká (Ricardo Izecson dos Santos Leite)
- Kareem Abdul-Jabbar (Ferdinand Lewis Alcindor, Jr.; Nume schimbat după conversia la Islam)
- Karim Abdul-Jabbar (Sharmon Shah)
- Khaosai Galaxy (Sura Saenkham)
- Kid McCoy (Norman Selby)
- Kline (Roland Lam)
- Konishiki Yasokichi (Salevaa Atisanoe)
- Kuba (Jakub Błaszczykowski)
- Leon Duray (George Stewart)
- Lucien Petit-Breton (Lucien Mazan)
- Míchel (José Miguel González Martín)
- Messi  (Lionel Andrés Messi)
- Muhammad Ali (Cassius Marcellus Clay Jr.)
- Musashimaru Koyo (Fiamalu Penitani)
- Nenê (Maybyner Rodney Hilario; acest nume a devenit legal)
- Pelé (Edson Arantes do Nascimento)
- Pierre Levegh (Pierre Bouillin)
- Rivaldo (Vitor Borba Ferreira)
- Rocky Marciano (Rocco Francis Marchegiano)
- Ronaldo (Ronaldo Luís Nazário de Lima)
- Ronaldinho (Ronaldo de Assis Moreira))
- Smush Parker (William Henry Parker)
- Stanley Ketchel (Stanislaus Kiecal)
- Sugar Ray Robinson (Walker Smith Jr.)
- Takanohana Koji (Koji Hanada)
- Tiger Woods (Eldrick Tont Woods)
- Tony Zale (Anthony Florian Zaleski)
- Wakanohana Masaru (Masaru Hanada)
- Zico (Arthur Antunes Coimbra)
- JJ Lehto (Jyrki Järvilehto)

## Muzicieni
- Basshunter (Jonas Altberg)

## Pornografie
Cu puține excepții actorii porno au folosit pseudonime, vezi Lista AVN Hall of Fame.

## Personaje fictive
- Aramis (Chevalier d'Herblay) - Cei trei mușchetari
- Scarlet Pimpernel (Sir Percy Blakeney)
- Athos (Le Comte de La Fère) - Cei trei mușchetari
- Demosthenes (Valentine Wiggin)
- Chuck Finley (Sam Axe)
- Locke (Peter Wiggin)
- M - Vice Admiral (Sir Miles Messervy) - romanul James Bond
- Q - (Major Boothroyd) - James Bond
- Regina Phalange (Phoebe Buffay)
- Porthos (Monsieur du Vallon) - Cei trei mușchetari
- Rusty Shackleford (Dale Gribble)
- Art Vandelay (George Costanza)
- xaideg (Xavier Ian De Guzman)
- Zorro Don Diego de la Vega}
- Alucard, folosit de Dracula